# انگی هومسرویس
انگی هومسرویس (انگلیسی: ANGI Homeservices) شرکت فناوری اطلاعات آمریکایی است، که در سال ۱۹۹۵ تأسیس شد.